# Paulo Barboza
Paulo Barboza (Rio de Janeiro, 14 de maio de 1944 — São Paulo, 16 de abril de 2018) foi um radialista, jornalista e publicitário brasileiro. 
Começou sua carreira de radialista na Rádio Imperial, em Petrópolis, em 7 de setembro de 1959. Teve passagens pelas rádios Record, Globo, Tupi, América e Capital. Seus últimos trabalhos foram na Super Rádio de São Paulo (desde janeiro de 2017)  e na Rádio ABC, de Santo André (desde setembro de 2017). Além do rádio, Paulo trabalhou durante muitos anos na televisão, mais especificamente nas extintas TV Manchete e Tupi e nas atuais SBT, Record e Gazeta.

## Biografia e carreira
No dia 7 de setembro de 1959 conseguiu, depois de muito custo, falar ao microfone da Rádio Imperial de Petrópolis. Era a sua estreia, graças ao diretor Santelmo Jorge que não aguentava mais a insistência daquele garoto, pedindo uma chance. Deu certo: uma semana depois ganhava um programa aos sábados, o Clube de Jovens e uma coluna no jornal Tribuna de Petrópolis. Virou o cronista social da juventude petropolitana, coisa que ainda não existia no início dos anos 60. Quando ouviu a gravação da sua voz pela primeira vez, quis desistir. Não gostou, achava estridente. Na época todos os locutores tinham vozes graves. Mais uma vez o diretor e já amigo Santelmo Jorge deu-lhe força para não parar, tendo também incentivo de um novo amigo, Flávio Cavalcanti. Transformou-se em repórter e foi contratado pela Petrópolis Rádio Difusora. Conseguiu um programa diário, o jornalístico De Microfone em Punho. Lançou o noticiário da noite, Edição Extra. Partiu para os debates, para as entrevistas com A Notícia Faz o Show. Começou a comandar um programa de prêmios e brincadeiras, o Paulo Barboza Pergunta. Em 1963 ganha o prêmio de Melhor Rádio Repórter do Estado do Rio, do Sindicato dos Jornalistas, com matéria feita numa sexta-feira treze, exatamente à meia-noite, ao vivo do cemitério municipal de Petrópolis, entrevistando os coveiros e ouvindo suas histórias fantásticas.
Em 1970 estreia no Rio, na Super Rádio Tupi, das 9 ao meio-dia, lançando o Programa Paulo Barboza. Estreia na Rede Tupi de Televisão comandando É Lá Que a Tupi Vai, com produção de Herval Rossano e direção de José Messias.
Em 1980, Paulo apresenta o programa Sessão Premiada, no SBT. Em 1983, vai para a TV Gazeta e passa a apresentar semanalmente, no formato de show de calouros, o Programa Paulo Barboza.
Em 1984, de volta ao SBT, passa a ser o primeiro apresentador do game show TV Powww! no Brasil.
Em 1988, Barboza troca de casa e passa a apresentar o Programa Paulo Barboza na TV Record. De 2007 à 2013, foi jurado do Troféu Imprensa, no SBT.[carece de fontes?]
Paulo Barboza foi um dos grandes nomes no rádio brasileiro e, com 58 anos de carreira, nunca abandonou o rádio, tendo passado pelas mais importantes emissoras de São Paulo, Rio de Janeiro e Belo Horizonte.
Morreu na madrugada de 16 de abril de 2018, aos 73 anos, vitima de um infarto fulminante.

## Vida pessoal
Paulo foi casado por 48 anos com Eliane Barboza, que faleceu em 13 de fevereiro de 2015, vítima de um câncer. Os dois tiveram um filho, Paulo Eugênio, e uma filha, Alexandra Hermínia. Paulo era avô de três netos: Paulo Felipe, Rodrigo e Maria Gabriella. 